# Tollard Royal
Tollard Royal è un piccolo villaggio e una parrocchia civile della contea del Wiltshire che si trova a 6 miglia a sud-est di Shaftesbury, Sud Ovest dell'Inghilterra, Regno Unito.

## Geografia

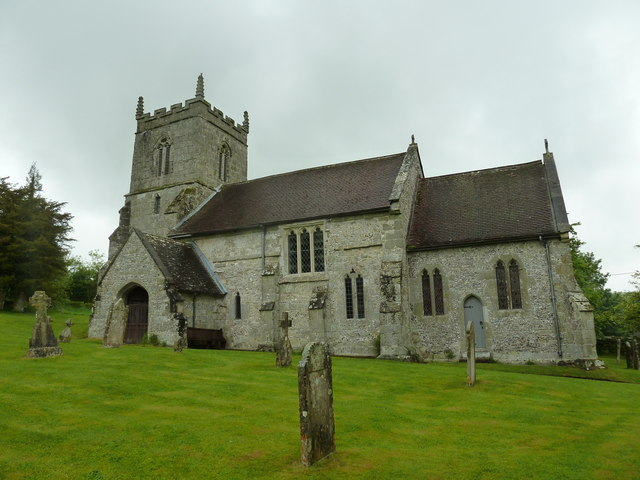
Chiesa di San Pietro in Vincoli

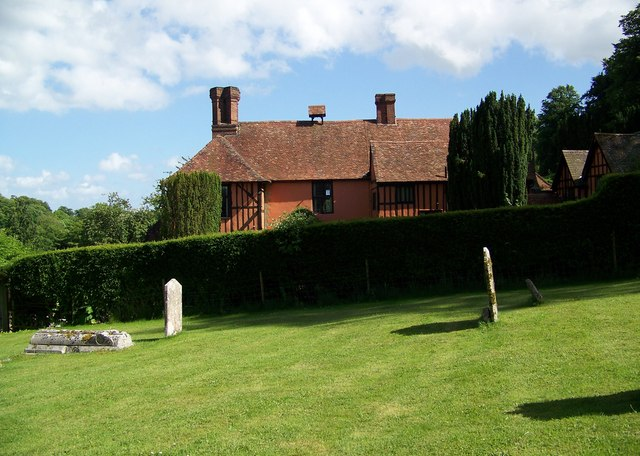
Casa di Re Giovanni

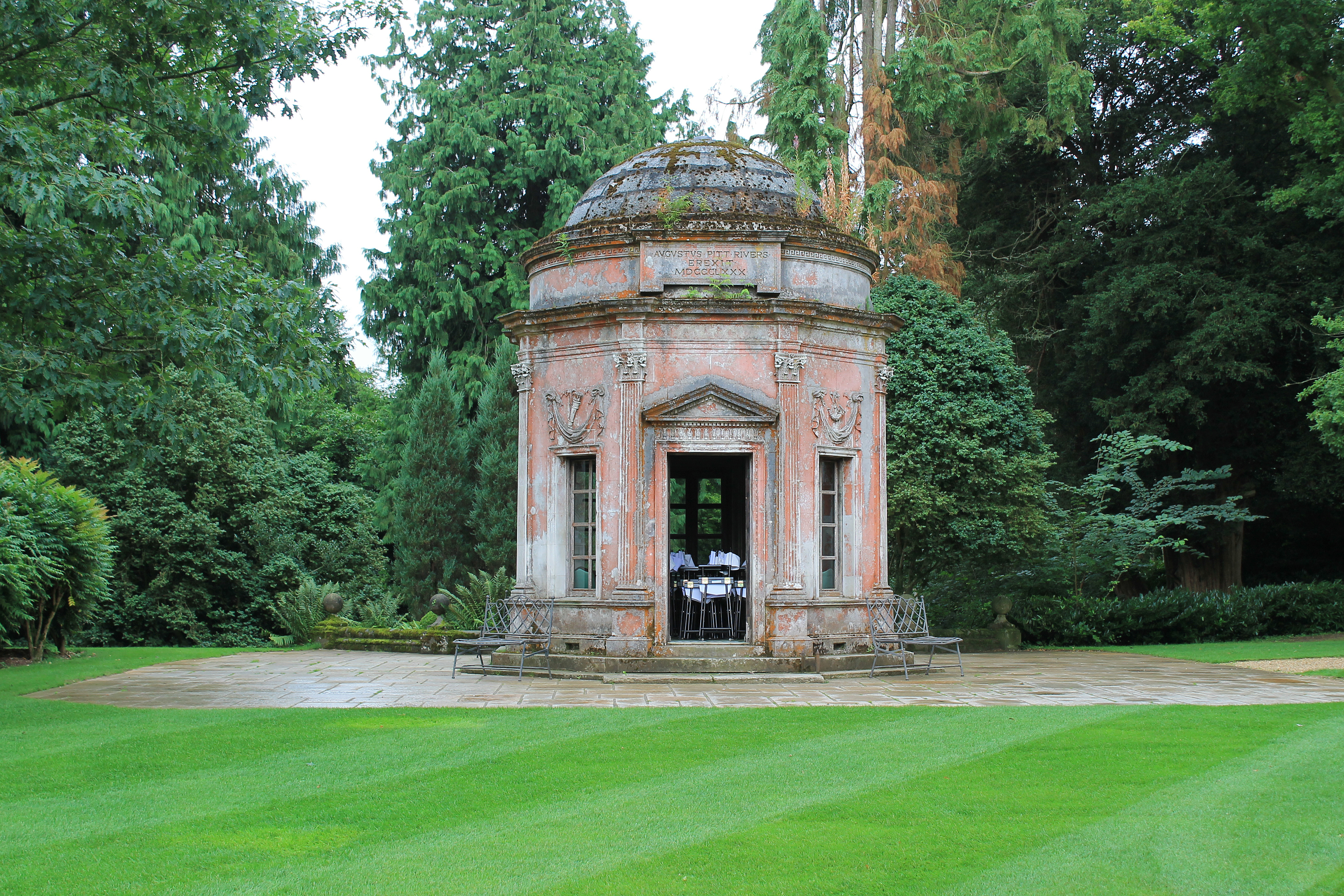
Tempietto nei giardini dell'albero di Larmer

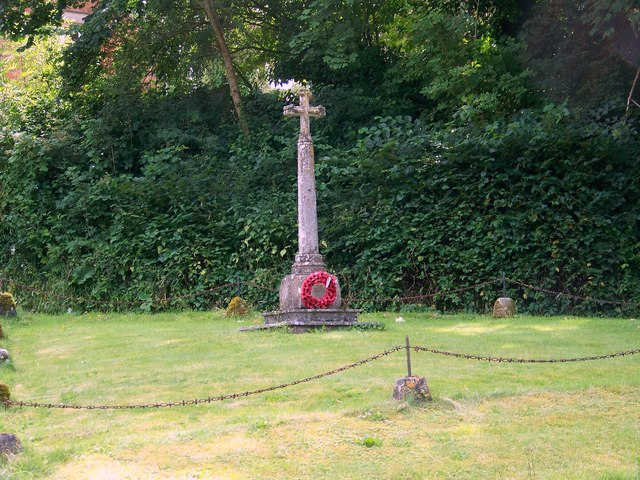
Memoriale per i Caduti durante le guerre

Il villaggio di Tollard Royal si trova vicino al confine del Dorset, a sud-ovest di Salisbury e la parrocchia comprendeva terreni nel Wiltshire e nel Dorset. I terreni del Wiltshire erano quelli del villaggio, chiamato semplicemente Tollard fino al XVI secolo. I terreni del Dorset comprendevano anche isole oltre ad una lunga penisola a sud-est. Le terre della parrocchia nel Wiltshire si estendono per 3,5 chilometri da nord a sud e 3 chilometri da est a ovest formando una specie di rettangolo. Il territorio del Wiltshire è principalmente una pianura calcarea, tagliata da profonde valli asciutte a nord e a est. Il suo confine orientale è segnato da una di queste valli, chiamata Malacombe Bottom a nord e Tinkley Bottom a sud, e parte del suo confine settentrionale corre lungo un'altra valle, Ashgrove Bottom. A Berwick Down, nella sua parte più settentrionale, si raggiungono Altezze superiori a 229 metri. Nelle sue parti a sud e a ovest la pianura calcarea è ricoperta di argilla e il terreno è più basso, sotto i 107 metri nell'angolo sud-est, e molto più pianeggiante. Non c'è alcun corso d'acqua permanente. In epoca storica la parte della parrocchia nel Wiltshire era prevalentemente coltivabile a sud e a est del villaggio di Tollard Royal mentre le sue colline settentrionali e Tollard Green, nell'angolo sud-occidentale, fornivano pascoli. Quella parte della parrocchia era molto boscosa. Nel XIX e nel XX secolo, come probabilmente anche prima, la maggior parte dei terreni boschivi si trovava vicino ai suoi confini occidentali, meridionali e orientali.

## Storia
Vi sono prove di attività preistorica nella parte del Wiltshire e si tratta di tumuli e fossati su Berwick Down e vicino al confine occidentale. Sempre su Berwick Down si trova il sito di una fattoria della tarda età del ferro, apparentemente abbandonata al tempo dell'occupazione romana. Fu sostituita da un altro insediamento 150 metri più a sud che fu utilizzato per diversi secoli. Il nome Tollard deriva probabilmente da quello del proprietario del territorio durante il regno di Edoardo il Confessore attorno al 1050 e la denominazione venne poi riportata nel Domesday Book senza modifiche fino al XVI secolo, quando apparve il suffisso "Royal", attribuito a Giovanni d'Inghilterra che aveva usato l'area circostante Cranborne Chase come riserva di caccia reale e aveva avuto un suo casino di caccia reale in loco. Sembra probabile che fosse Aiulf il ciambellano, sceriffo del Dorset, che nel 1086 deteneva parte della terra di Tollard e una tenuta adiacente a Farnham nel Dorset. I terreni facevano parte del maniero di Tollard a metà del XIII secolo e le decime erano apparentemente dovute per loro ai rettori di Tollard a metà del XIV secolo. Nel XIX secolo le terre del Dorset includevano gran parte del villaggio di Farnham, allora chiamato Little Farnham, ma escludevano la chiesa di Farnham che esisteva dal XII secolo e nel XIII secolo era una chiesa parrocchiale. Furono considerate parte della parrocchia ecclesiastica di Tollard Royal fino al 1925. Nel 1885 la decima fu fusa con la parrocchia civile di Farnham. Per molti aspetti la storia che segue è limitata alla parte del Wiltshire della parrocchia reale di Tollard. I riferimenti a un'indagine della fine dell'XI secolo suggeriscono che le terre della parrocchia nel Wiltshire a metà del X secolo facevano parte della tenuta Chalke dell'abbazia di Wilton, quando i loro confini meridionali e occidentali erano stati probabilmente definiti. A differenza di altre parrocchie che facevano parte della tenuta dell'abbazia, Tollard Royal, che ne era stata separata nel 1066, fu lenta a svilupparsi come parrocchia. Nel Medioevo le pretese del signore di Cranborne Chase di avere diritti di caccia e di esercitare le leggi forestali apparentemente incontrarono meno resistenza a Tollard Royal che in alcune parrocchie vicine. Il signore del maniero di Tollard potrebbe tuttavia aver contestato i diritti di caccia all'interno del parco menzionato come parte del maniero nel 1227 e all'inizio del XV secolo. Negli anni tra il 1580 e il 1590 il parco, a sud del villaggio di Tollard Royal, fu recintato e i custodi della caccia ne furono esclusi. Si dice che Sir Matthew Arundell, signore del maniero di Tollard, abbia impiegato suoi custodi della caccia all'interno di Tollard Royal quando ne ebbe la disponibilità. Quando fu rimosso da tale incarico negò che la parte della parrocchia del Wiltshire si trovasse all'interno della riserva di caccia e proibì ai guardiani di entrare nelle sue terre e fece sostituire una loggia, da poco costruita in quella parte della parrocchia per il guardiano, con un'altra a breve distanza all'interno della parte di Dorset. La controversia sui diritti di caccia fu temporaneamente conclusa da una sentenza del 1618 a favore di William Cecil, conte di Salisbury, che da allora divenne signore della riserva di caccia. Furono fornite prove a suo favore che il signore e gli affittuari del maniero di Tollard erano soliti cacciare i cervi solo il giorno stesso o il giorno successivo alla caccia annuale e con il permesso del guardiano.  Dopo il 1618, apparentemente, si tenne una caccia ogni anno al momento della caccia autunnale.  Nel 1661 il diritto fu rivendicato per una caccia simile in primavera, ma non ci sono prove che sia mai stato esercitato. Nel 1697, in base a un accordo di recinzione, il diritto del signore e dei fittavoli di cacciare fu sostituito da un dono annuale di due cervi da parte del signore della caccia. Le cacce annuali continuarono. I cani da caccia e i guardiani si incontrarono a Tollard Royal il giorno all'anno convenuto e al signore e ai fittavoli del maniero fu permesso di unirsi alla caccia per i due cervi. Nel 1789 tuttavia George Pitt, barone Rivers, allora signore della caccia, perseguì con successo coloro che avevano preso parte alla caccia per violazione dei suoi diritti. La caccia potrebbe essere stata in seguito soppressa per un periodo ma apparentemente fu ripresa in una forma più limitata e ordinata. L'usanza continuò fino al 1829.

## Monumenti e luoghi d'interesse
Nel territorio di Tollard Royal sono presenti vari luoghi d'interesse:
- Chiesa di San Pietro in Vincoli. Si tratta di una chiesa parrocchiale anglicana risalente al XIII secolo e restaurata nel 1882. Edificata con selce e calcare, ha il tetto in tegole. Il portico a sud ha forma a capanna con una porta ad arco Tudor smussata cava con contrafforti laterali con sfalsature. Il lato sud della navata a destra del portico ha una finestra stretta a cuspide e una finestra più ampia a 3 luci del XVI secolo. La navata nord del XIX secolo ha una finestra orientale in stile geometrico a 3 luci, contrafforti diagonali, tetto a falde, porta a punta a nord con doppie porte e finestra trilobata a 2 luci su entrambi i lati e a ovest. La torre occidentale a due livelli ha un basamento modanato, contrafforti diagonali, finestre perpendicolari a 3 luci con modanatura a ovest, luce cuspidata a testa quadrata a nord, il campanile sfalsato ha una finestra perpendicolare a 2 luci su ogni facciata con persiane, cordolo e parapetto merlato con pinnacoli angolari lavorati a uncinetto. Appartiene alla diocesi di Salisbury e dal 6 gennaio 1966 è un monumento classificato di secondo grado per il suo particolare interesse storico e architettonico.[5][6]
- Casa di Re Giovanni. Casa storica risalente al XIII secolo e rimaneggiata più volte sino al XVII secolo. Dal 6 gennaio 1966 è un monumento classificato di secondo grado per il suo particolare interesse storico e architettonico.[7][8]
- Giardini dell'albero di Larmer. I giardini si trovano nell'estremo sud del Wiltshire, al confine della contea con il Dorset, a sud del villaggio di Tollard Royal e a sud-ovest di Rushmore House. Coprono circa 11 acri.[9]
- Memoriale per i Caduti durante le guerre.